# Montjay (Altos Alpes)
 Montjay  es una comuna y población de Francia, en la región de Provenza-Alpes-Costa Azul, departamento de Altos Alpes, en el distrito de Gap y cantón de Rosans.
Está integrada en la Communauté de communes Interdépartementale des Baronnies.

## Demografía
| 129 | 102 | 76 | 83 | 86 | 79 |
| Para los censos de 1962 a 1999 la población legal corresponde a la población sin duplicidades (Fuente: INSEE [Consultar]) |     |    |    |    |    |